# Isla Sledge
La isla Sledge o isla Ayak (inupiaq: Ayaaq, yup'ik: Asaaq) es una pequeña isla en el mar de Bering. Se encuentra a 5.3 millas (8.5 km) de la costa suroeste de la península de Seward, en las costas de Alaska, Estados Unidos.
La isla fue nombrada el 5 de agosto de 1778, por el capitán James Cook (1785, v 2, p 441.) RN, quien comentó: «Hemos encontrado, un poco lejos de la playa donde desembarcamos, un trineo, lo que ocasionó este nombre...».
La isla es parte del Alaska Maritime National Wildlife Refuge.

## Descripción
La Sledge es de origen volcánica, tiene unas dimensiones de 1.6 millas (2.6 km) de ancho. o 1.48 kilómetros (0.92 millas) y 2.80 kilómetros (1.74 millas) de largo. El punto más alto es de 410 pies (120 m). Administrativamente, la isla pertenece al Área de Censos de Nome.